# Peter Allan Fields
Peter Allan Fields (1935. május 12. – 2019. június 19.) amerikai forgatókönyvíró.

## Filmjei
- The Man from U.N.C.L.E. (1965–1966, 11 epizód)
- Kém zöld kalapban (The Spy in the Green Hat) (1967)
- The Rat Patrol (1967, két epizód)
- Heroic Mission (1967, tv-sorozat)
- It Takes a Thief (1968, egy epizód)
- The New Adventures of Huckleberry Finn (1968, egy epizód)
- The F.B.I. (1968, 1970, két epizód)
- The Young Rebels (1970–1971, három epizód)
- The Name of the Game (1971, egy epizód)
- McCloud (1971–1972, négy epizód)
- Madigan (1973, egy epizód)
- Heatwave!  (1974, tv-film)
- The Six Million Dollar Man (1974–1975, négy epizód)
- Executive Suite (1976–1977, négy epizód)
- Switch (1978, egy epizód)
- Ember az Atlantiszról (Man from Atlantis) (1978, egy epizód)
- The Eddie Capra Mysteries (1978, tv-sorozat)
- A Man Called Sloane (1979, két epizód)
- Nero Wolfe (1981, tv-sorozat)
- Darkroom (1981–1982, két epizód)
- Cassie & Co. (1982, egy epizód)
- Knight Rider (1986, egy epizód)
- Jake meg a dagi (Jake and the Fatman) (1988, egy epizód)
- Star Trek: Az új nemzedék (Star Trek: The Next Generation) (TV Series) (1991–1992, három epizód)
- Star Trek: Deep Space Nine (1993–1997, tíz epizód)
- Legend (1995, egy epizód)
- Xena: A harcos hercegnő (Xena: Warrior Princess) (1995–1996, két epizód)